# Tân Hòa, thành phố Vĩnh Long
Tân Hòa là một phường thuộc thành phố Vĩnh Long, tỉnh Vĩnh Long, Việt Nam.

## Địa lý
Phường Tân Hòa nằm ở phía tây thành phố Vĩnh Long, có vị trí địa lý:
- Phía đông giáp phường Tân Ngãi
- Phía tây giáp tỉnh phường Tân Hội.
- Phía nam giáp xã An Phú Thuận, huyện Châu Thành, tỉnh Đồng Tháp và xã Tân Hạnh, huyện Long Hồ
- Phía bắc giáp xã Hoà Hưng, huyện Cái Bè, tỉnh Tiền Giang.

Phường Tân Hòa có diện tích 7,48 km², dân số năm 2019 là 8.567 người, mật độ dân số đạt 1.145 người/km².
Địa bàn phường nằm dọc theo tuyến sông Tiền, có Quốc lộ 1 và quốc lộ 80 là trục giao thông quan trọng đi ngang qua, có cầu Mỹ Thuận nối liền với các tỉnh. Khu vực của phường giáp phía Bắc sông Tiền, cách thành phố Hồ Chí Minh 130 km về hướng đông bắc và cách thành phố Cần Thơ khoảng 30 km về hướng nam.

## Hành chính
Phường Tân Hòa được chia thành 5 khóm: Tân Hưng, Tân Nhơn, Tân Phú, Tân Quới, Tân Thuận.

## Lịch sử
Sau năm 1975, xã Tân Hòa thuộc huyện Châu Thành Tây.
Ngày 11 tháng 3 năm 1977, giải thể huyện Châu Thành Tây, xã Tân Hòa được sáp nhập vào thị xã Vĩnh Long (nay là thành phố Vĩnh Long).
Ngày 9 tháng 8 năm 1994, thành lập xã Tân Hội trên cơ sở một phần diện tích và dân số của xã Tân Hòa.
Ngày 10 tháng 1 năm 2020, Ủy ban Thường vụ Quốc hội ban hành Nghị quyết số 860/NQ-UBTVQH14 về việc sắp xếp các đơn vị hành chính cấp xã thuộc tỉnh Vĩnh Long (nghị quyết có hiệu lực từ ngày 1 tháng 2 năm 2020). Theo đó, thành lập phường Tân Hòa trên cơ sở toàn bộ 7,48 km² diện tích tự nhiên và 8.567 người của xã Tân Hòa.